# Myców
Myców – wieś w Polsce położona w województwie lubelskim, w powiecie hrubieszowskim, w gminie Dołhobyczów. Leży na obszarze Grzędy Sokalskiej na Wyżynie Wołyńskiej, w dolinie rzeki Warężanki, w południowo-wschodniej części województwa lubelskigo.
W latach 1975–1998 miejscowość administracyjnie należała do województwa zamojskiego.
Wieś jest sołectwem w gminie Dołhobyczów. W skład sołectwa Myców wchodzi także niezamieszkana wieś Wyżłów.
Obręb ewidencyjny Myców ma specyficzny kształt na południu, gdzie przyjmuje on formę haczyka okalającego od trzech stron Oserdów w powiecie tomaszowskim. W ten sposób cały ciąg granicy wschodniej do jej załamania ku zachodowi na wysokości Oserdowa należy do gminny Dołhobyczów i powiatu hrubieszowskiego. W miejscu załamania granica państwa styka się z północną przedwojenną granicą miasta Bełz.
W miejscowości znajduje się zabytkowa drewniana cerkiew greckokatolicka św. Mikołaja.

## Ludność
Myców według danych z marca 2011 liczył 102 mieszkańców, w tym 54 kobiet i 48 mężczyzn. Były 63 osoby w wieku produkcyjnym, 18 w wieku przedprodukcyjnym i 21 w wieku poprodukcyjnym. Od przełomu w 1989 zaznaczyła się wyraźna tendencja spadkowa liczby ludności (w 1998 wieś liczyła 141 mieszkańców, a w 2009 – 113).

## Historia
Myców w 1435 należał do podkomorzego bełskiego i starosty buskiego Gotarda z Falęcic, którego potomkowie zaczęli się nazywać Micowskimi. Micowscy w 1567 sprzedali wieś Matczyńskim. W latach 1693–1698 właścicielem Mycowa był Adam Bełżecki, stolnik bełski. Na początku XIX wieku należała do Głogowskich, a następnie do Wiktora Obniskiego. W tym czasie w Mycowie zbudowano dwukondygnacyjny klasycystyczny pałacyk połączony dwunastokolumnową galerią  z oficyna oraz założono park w stylu romantycznym. W 1870 drogą koligacji rodzinnych Myców znalazł się w rękach Hulimków. W 1926 Aleksander Hulimka sprzedał wieś Janowi Bilińskiemu i był on jej właścicielem do II wojny światowej. Pod koniec wojny zabudowania dworskie i park całkowicie zniszczono. W latach 1945–1947 dominującą we wsi ludność ukraińską wysiedlono. Na znacjonalizowanych gruntach założono PGR.

## Zabytki
- Drewniana cerkiew greckokatolicka św. Mikołaja z 1859, a po 1948 na magazyn. Jako własność PGR-u cerkiew niszczała, z czasem opustoszała, a jej stan pogarszał się. Od 2006 świątynia służy znowu wiernym jako kaplica rzymskokatolicka parafii w Żniatynie. Jest to obiekt z nietypowym jak na budownictwo greckokatolickie podwójnym chórem[12]. Wewnątrz zachowała się także piękna polichromia o motywach roślinnych, figuralnych i iluzjonistycznych.

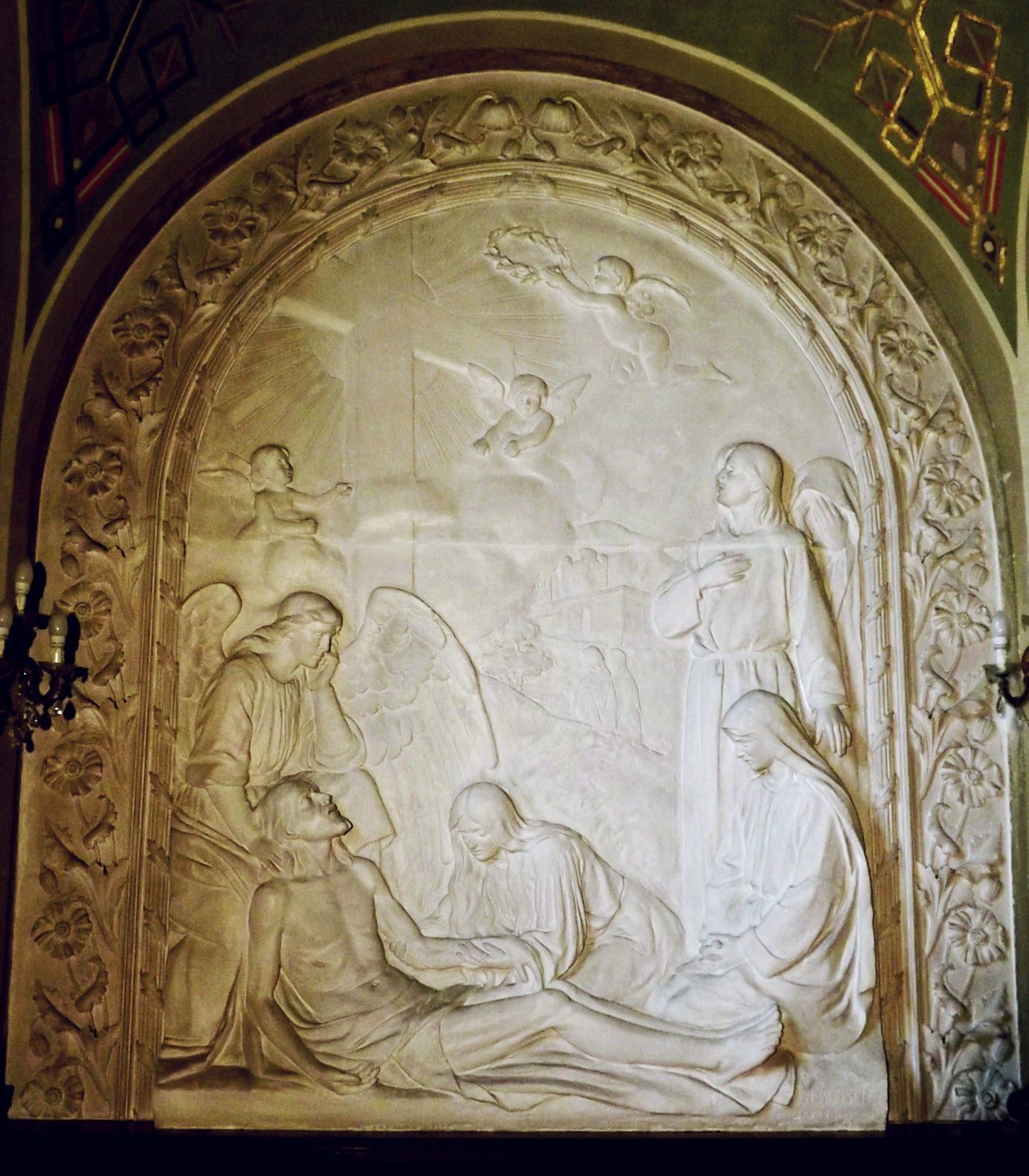
Alojzy Bunsch – Zdjęcie z Krzyża, 1904

- Cmentarz rzymskokatolicki, na którym zachowały się klasycystyczne i neorenesansowe nagrobki ziemiańskie, a także krzyże z ośrodka kamieniarskiego w Bruśnie[13].
- Secesyjna kaplica grobowa Hulimków z 1900[14][13]. Zlokalizowano ją na cmentarzu rzymskokatolickim. Powstała według projektu lwowskiego architekta Władysława Sadłowskiego, a dekorację rzeźbiarską wnętrza wykonał krakowski rzeźbiarz Alojzy Bunsch[15]. Kaplica została zbudowana na planie kwadratu, wieńczy ją kopuła oparta na okrągłym bębnie i zakończona latarnią. Głównym elementem wystroju wnętrza była wielka płaskorzeźba ołtarzowa Zdjęcie z Krzyża[16] autorstwa Alojzego Bunscha, obecnie w kościele w Tarnawie Dolnej. Nad drzwiami znajdował się dawniej witraż przedstawiający Chrystusa upadającego pod krzyżem, po bokach widnieją reliefy z wyobrażeniem aniołów. W grobowcu spoczywa m.in. generał WP Jan Hulimka (1869-1930). W zdewastowanym wnętrzu zachowały się resztki cennych polichromii w stylu Młodej Polski[17].

## Turystyka
- Zabytkowa cerkiew św. Mikołaja w Mycowie jest obiektem Transgranicznego szlaku turystycznego Bełżec – Bełz[18].

## Galeria

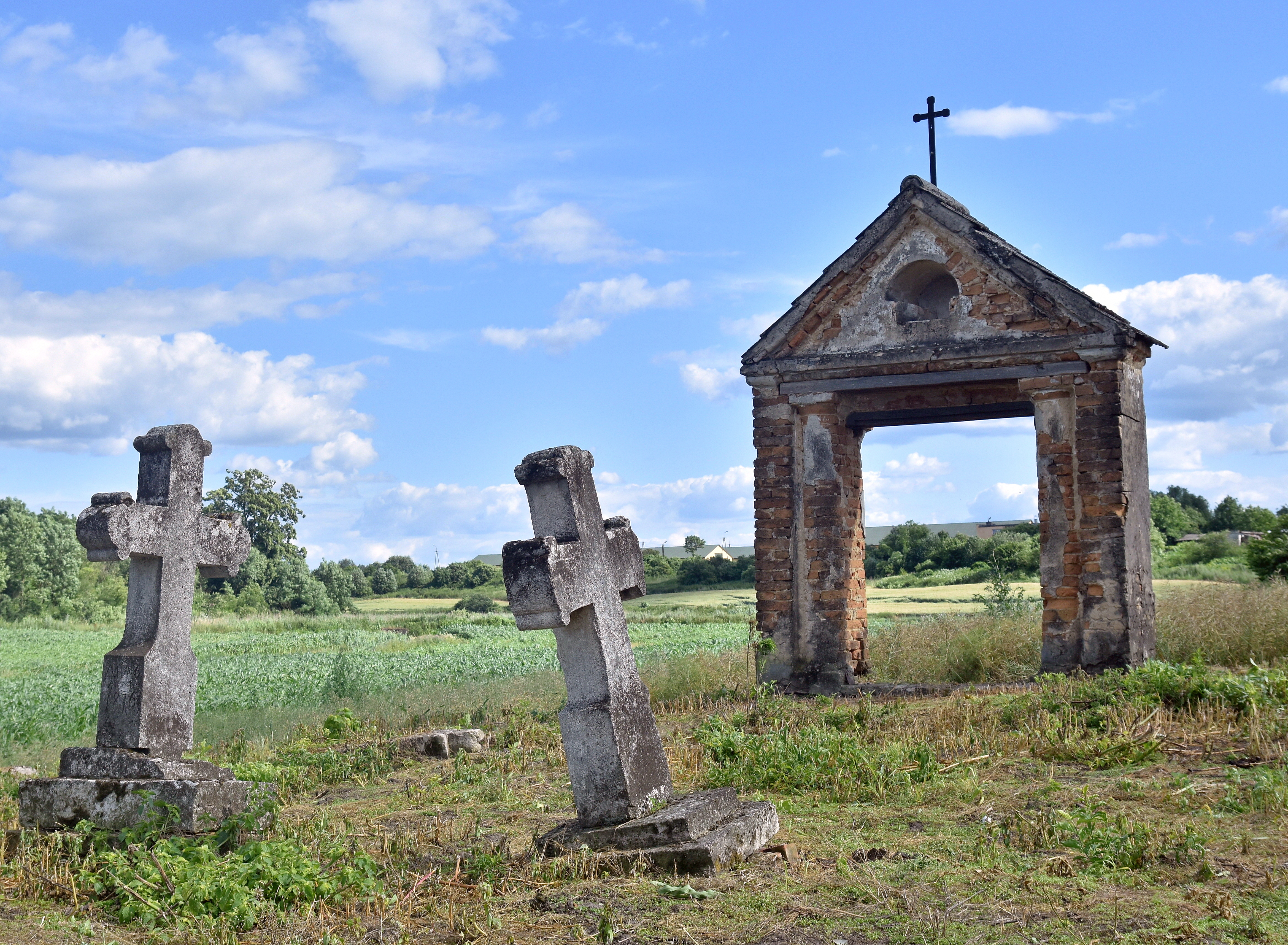
Na cmentarzu przycerkiewnym
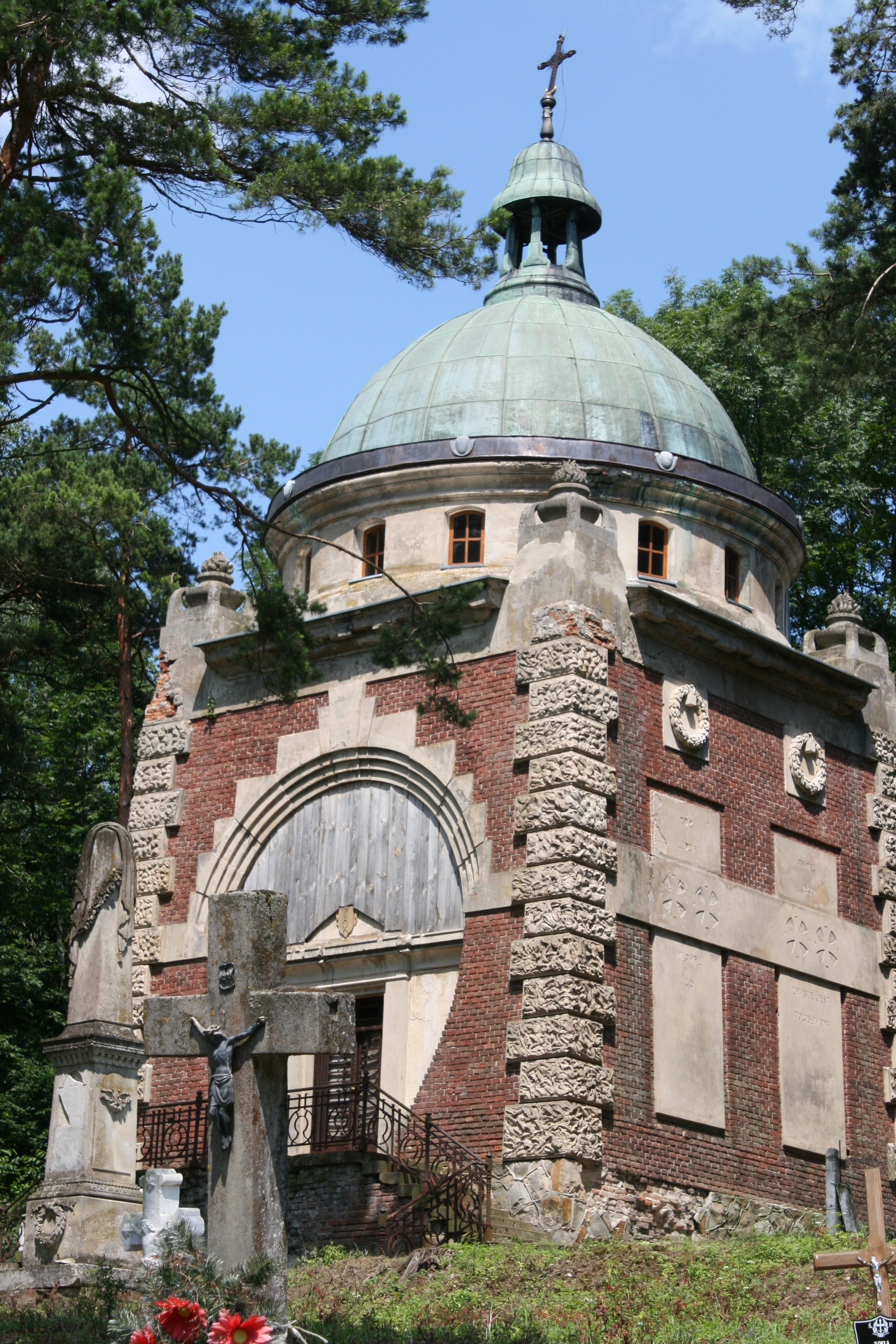
Kaplica grobowa Hulimków
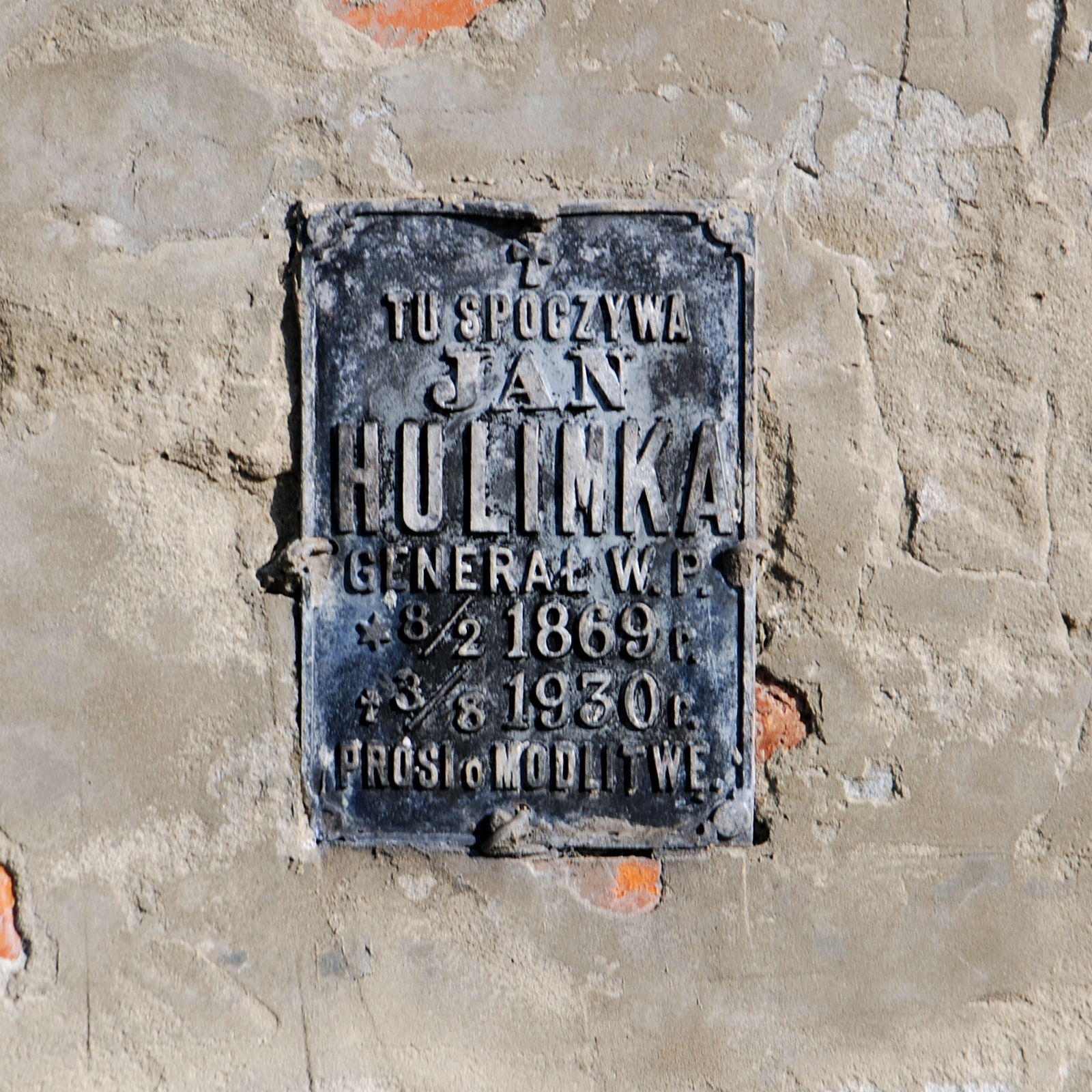
Tablica na kaplicy grobowej
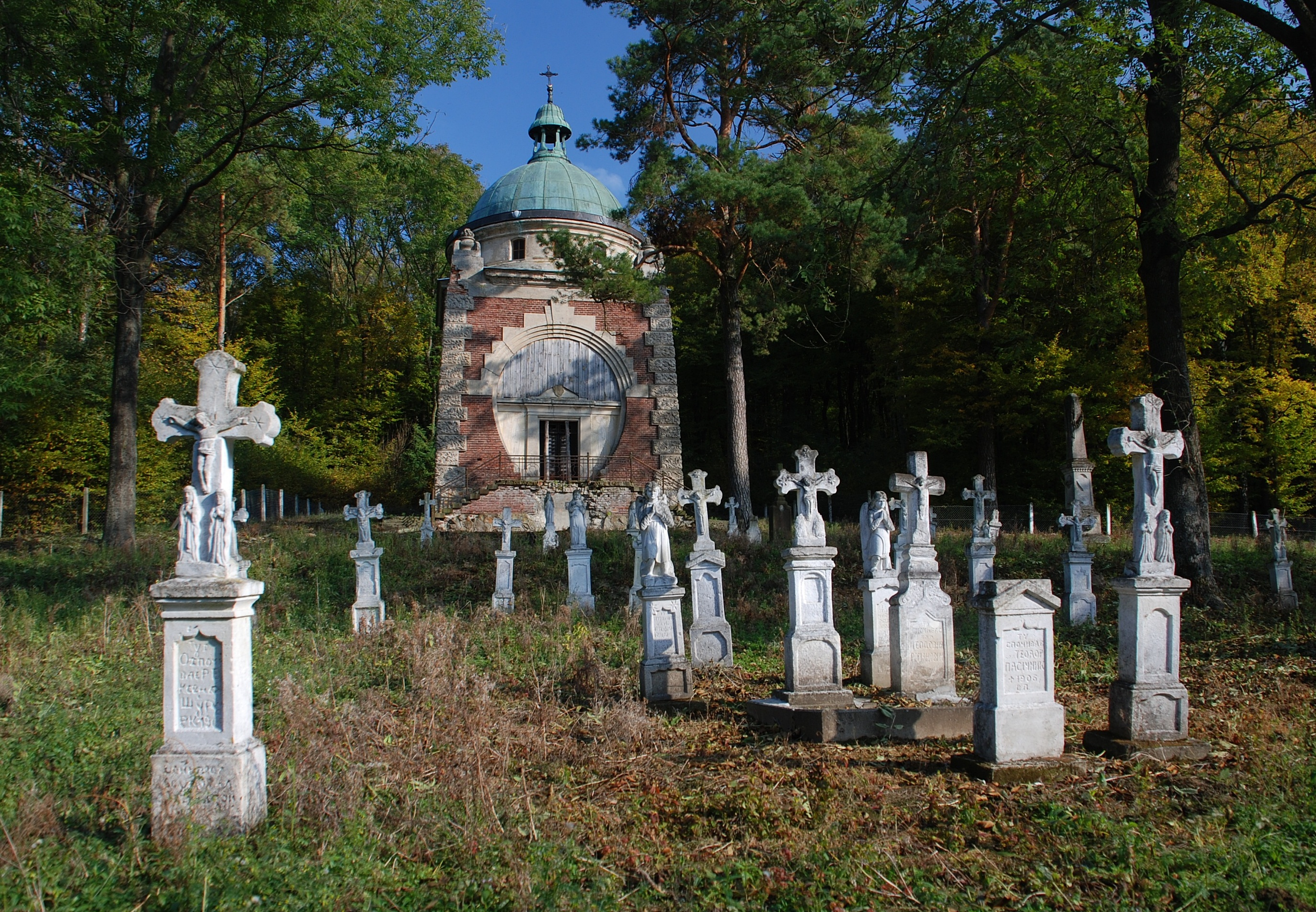
Cmentarz rzymskokatolicki

## Urodzeni w Mycowie
- Mieczysław Baczkowski – polski wojskowy,podpułkownik piechoty Polskich Sił Zbrojnych, kawaler Orderu Virtuti Militari[19].